# سبدنشین ابرخراش
سبدنشین ابرخراش (نام علمی: Cisticola dambo) نام یک گونه از سرده سبدنشین است.